# Psophocichla litsitsirupa
Дрозд-землекоп (лат. Psophocichla litsitsirupa) — единственный вид рода землескребущих дроздов (Psophocichla) семейства дроздовых отряда воробьинообразных птиц. 
Обитает в Восточной и Южной Африке. Таксон описан английским зоологом Эндрю Смитом в 1836 году. В разное время вид относили к роду настоящих дроздов (Turdus) или земляных дроздов (Zoothera). Является базальной группой настоящих дроздов, сестринской группой Turdus mupinensis.
Длина птицы составляет 22–24 см, с прямой осанкой, коротким хвостом, тяжелым клювом и довольно длинными ногами. Верх простой серо-коричневый, крылья каштановые. Низ белый с чёрными пятнами, а голова белая с жирными чёрными отметинами. Подкрылье имеет чёрно-белый узор, который виден во время волнистого полета. Птица издает медленную свистящую песню и щёлкающий звук.
Выделяют четыре подвида: P. l. litsitsirupa (A. Smith, 1836) — самая южная форма, встречающаяся от Намибии, Ботсваны, Зимбабве и Мозамбика на юге до северной и восточной частей Южной Африки. P. l. pauciguttata (Clancey, 1956) встречается в южной Анголе, северной Намибии и на северо-западе Ботсваны, в то время как P. l. stierlingi (Reichenow, 1900) встречается полосой от северной Анголы до западной Танзании, Малави и северо-запада Мозамбика. Ареал P. l. simensis (Rüppell, 1837) отделён от других; населяет высокогорье Эфиопии и Эритреи. Вид встречается в саваннах, травянистых сообществах и редколесье. Его можно приручить, и он будет кормиться в парках, садах и вокруг мест для пикников.
Гнездо в форме чашки построено с использованием растительности и паутины и выстлано перьями или листьями. Откладывают три или четыре яйца, которые инкубируют от 14 до 15 дней. Они голубоватые с лиловыми и красно-коричневыми пятнами и вкраплениями.